# 요네야마역
요네하마역(일본어: 米山駅)은 일본 니가타현 가시와자키시에 있는, 동일본 여객철도 신에쓰 본선의 철도역이다.

## 역 구조
단선 승강장 2면 2선의 구조를 지닌 지상역이다. 역사는 승강장 남쪽에 있으며, 승강장과는 과선교로 이어져 있다. 예전에는 섬식 2면 4선 구조였으나, 안전측선을 폐지해 규모가 줄어들었다.
무인역으로, 역사는 맞이방 겸 진료소 구실만 하고 있다. 현금자동인출기와 발권기가 가동 중이며, 화장실은 역사 옆에 있다.

### 승강장
| (남쪽 승강장) | ■ 신에쓰 본선 | 사이가타 · 나오에쓰 방면   |
| (북쪽 승강장) | ■ 신에쓰 본선 | 가시와자키 · 나가오카 방면 |

## 역세권 정보
- 요네야마 해수욕장
- 국도 제8호선

## 역사
- 1897년 5월 13일 - 호쿠에쓰 철도가 핫사키 역(일본어: 鉢崎駅)으로 개업했다.
- 1907년 8월 1일 - 국유화에 따라 일본국유철도의 소속이 되었다.
- 1961년 3월 20일 - 요네야마 역으로 이름이 바뀌었다.
- 1987년 4월 1일 - 민영화에 따라 동일본 여객철도의 소속이 되었다.

## 인접역
| 동일본 여객철도 신에쓰 본선 | 동일본 여객철도 신에쓰 본선 | 동일본 여객철도 신에쓰 본선 |
| --------------------------- | --------------------------- | --------------------------- |
| 가키자키 나오에쓰 방면      | ■ 보통                      | 가사시마 니가타 방면        |